# レクリエーション・グラウンド (バース)
レクリエーション・グラウンド (The Recreation Ground)は、イングランド, サマセット州バースにある多目的スタジアム。現在は、バース・ラグビー(en)のホームスタジアムとなっている。収容人数は12,300人。